# Cyclocross-Weltmeisterschaften 1988
Die Cyclocross-Weltmeisterschaften 1988 wurden am 30. und 31. Januar im schweizerischen Hägendorf ausgetragen.

## Ergebnisse

### Profis
| Platz | Land        | Sportler           |
| ----- | ----------- | ------------------ |
| 1     | Schweiz     | Pascal Richard     |
| 2     | Niederlande | Adrie van der Poel |
| 3     | Schweiz     | Beat Breu          |

### Amateure
| Platz | Land             | Sportler       |
| ----- | ---------------- | -------------- |
| 1     | Tschechoslowakei | Karel Camrda   |
| 2     | Schweiz          | Roger Honegger |
| 3     | Danemark         | Henrik Djernis |

### Junioren
| Platz | Land             | Sportler            |
| ----- | ---------------- | ------------------- |
| 1     | Schweiz          | Thomas Frischknecht |
| 2     | Deutschland      | Maik Müller         |
| 3     | Tschechoslowakei | Daniel Rech         |